# Saint-Pierre-de-Cormeilles
Saint-Pierre-de-Cormeilles é uma comuna francesa na região administrativa da Normandia, no departamento de Eure. Estende-se por uma área de 17,43 km². Em 2010 a comuna tinha 614 habitantes (densidade: 35,2 hab./km²).